# Astatoreochromis alluaudi
Astatoreochromis alluaudi è una specie di ciclidi haplochromini. È nativa dell'Africa orientale, dove risiede in molti laghi, compreso il Lago Vittoria.
Questo pesce raggiunge circa 19 centimetri di lunghezza massima. Vive in acque paludose. È onnivoro, ed è utilizzato per il controllo della popolazione di chiocciole. Non è considerato specie minacciata dall'Unione Internazionale per la Conservazione della Natura (IUCN).